# Sierras Mahuidas
Las Sierras Mahuidas son un sistema serrano muy antiguo, aproximadamente hace 2500 millones de años, durante el precámbrico a partir de fuertes erupciones de lava. Se ubican en la provincia de La Pampa, Argentina, específicamente en el centro sur, a orillas del río Chadileuvú- curacó. Se encuentran en una zona desértica o semidesértica, salitrosa y con una muy baja densidad de la población. Algunos cerros son aislados, redondeados y muy bajos, alrededor de los 600 m s. n. m.

## Orografía
Se encuentra en una zona amesetada, de sustrato basáltico y cubierto por tussok o madanos. Están constituidas por rocas duras como granitos y pórfidos. Las cimas se encuentran desgastadas por la erosión que fue afectando el sistema serrano por la antigüedad.

## Cerros
Algunas sierras que las componen pueden ser las sierras Lihue Calel, las sierras de Carapacha Grande y Carapacha Chica, las Lomas de Olguín, las Sierras Chicas, las de Choique Mahuida y la de Pichi Mahuida.

## Flora
Así, aparecen pequeños bosques de caldenes con el  arbusto sombra de toro: típica formación del espinal, que surge como manchas en el monte. Se encuentran spp. de plantas endémicas de estas sierras: dos margaritas y una leguminosa.
En los roquedales aparece una flora más húmeda: helechos, claveles del aire (epífitas sobre piedras), y varias cactáceas como la puelchana y los cardones, pencas y las "traicioneras" (con espinas muy agresivas). En las paredes rocosas hay líquenes en figuras circulares amarillas, anaranjadas y negruzcas.

## Fauna
Hay vizcachas, cuises, guanacos, maras ("liebres patagónicas"), zorros, hurones, pumas, armadillos y lagartos colorados. El tuco-tuco y armadillos como el piche habitan en cuevas para escapar a las altas temperaturas.
Algunas aves que habitan la zona pueden ser: martineta, gallito copetón, halconcito gris, cardenal amarillo (en riesgo de extinción por capturas para comercializar como animal doméstico), buteos, jotes, caranchos, chimangos, calandrias, choiques ("ñandúes del sur"), ocasionalmente cóndores, en total se cuentan 150 especies de aves autóctonas. Ocasionalmente llegan bandadas de loros barranqueros.